# Irish Texaco Cup 1974/75
Der Irish Texaco Cup wurde 1974/75 zum 2. und letzten Mal ausgespielt. Als Sponsor und Namensgeber des Turniers trat die US-amerikanische Mineralölgesellschaft Texaco auf. Das Turnier für Fußball-Vereinsmannschaften aus der Republik Irland und Nordirland wurde unter 4 Teilnehmern ausgespielt. Davon waren 2 Vereine dem irischen und dem nordirischen Verbands unterstehend. Er begann am 18. September 1974 und endete mit dem Finalrückspiel am 18. Dezember 1974 im Windsor Park in Belfast. Im Endspiel trafen der Waterford FC aus Irland und der Linfield FC aus Nordirland aufeinander. Das Finale gewann Waterford nach Hin- und Rückspiel mit 1:0.

## Halbfinale
Die Hinspiele fanden am 18. September 1974, die Rückspiele am 2. und 3. Oktober 1974 statt.
|                 | Gesamt |              | Hinspiel | Rückspiel |
| --------------- | ------ | ------------ | -------- | --------- |
| Cork Hibernians | 2:4    | Linfield FC  | 0:2      | 2:2       |
| Crusaders FC    | 4:6    | Waterford FC | 3:3      | 1:3       |

## Finale

### Hinspiel
| Waterford FC                                  | Waterford FC | Linfield FC | Linfield FC |
| --------------------------------------------- | --- | --- | ----------- |
| Waterford FC                                  | \| 7. November 1974 in Waterford (Kilcohan Park) \| \| Ergebnis: 1:0 (0:0) \| \| Schiedsrichter: D. V. Byrne ( Irland) \| | \| 7. November 1974 in Waterford (Kilcohan Park) \| \| Ergebnis: 1:0 (0:0) \| \| Schiedsrichter: D. V. Byrne ( Irland) \| | Linfield FC |
| Waterford FC                                  | Spielertrainer: Shay Brennan ( Nordirland)                                                                                | Cheftrainer: Billy Campbell                                                                                               | Linfield FC |
| Waterford FC                                  | 1:0 Frank O’Neill (69.)                                                                                                   | | Linfield FC |
| 7. November 1974 in Waterford (Kilcohan Park) | | |             |
| Ergebnis: 1:0 (0:0)                           | | |             |
| Schiedsrichter: D. V. Byrne ( Irland)         | | |             |

### Rückspiel
| Linfield FC                                   | Linfield FC | Waterford FC | Waterford FC |
| --------------------------------------------- | --- | --- | ------------ |
| Linfield FC                                   | \| 18. Dezember 1974 in Belfast (Windsor Park) \| \| Ergebnis: 0:0 \| \| Zuschauer: 3.500 \| \| Schiedsrichter: S. E. Patterson ( Nordirland) \| | \| 18. Dezember 1974 in Belfast (Windsor Park) \| \| Ergebnis: 0:0 \| \| Zuschauer: 3.500 \| \| Schiedsrichter: S. E. Patterson ( Nordirland) \| | Waterford FC |
| Linfield FC                                   | Cheftrainer: Billy Campbell | Spielertrainer: Shay Brennan ( Nordirland) | Waterford FC |
| 18. Dezember 1974 in Belfast (Windsor Park)   | | |              |
| Ergebnis: 0:0                                 | | |              |
| Zuschauer: 3.500                              | | |              |
| Schiedsrichter: S. E. Patterson ( Nordirland) | | |              |